# Faeton

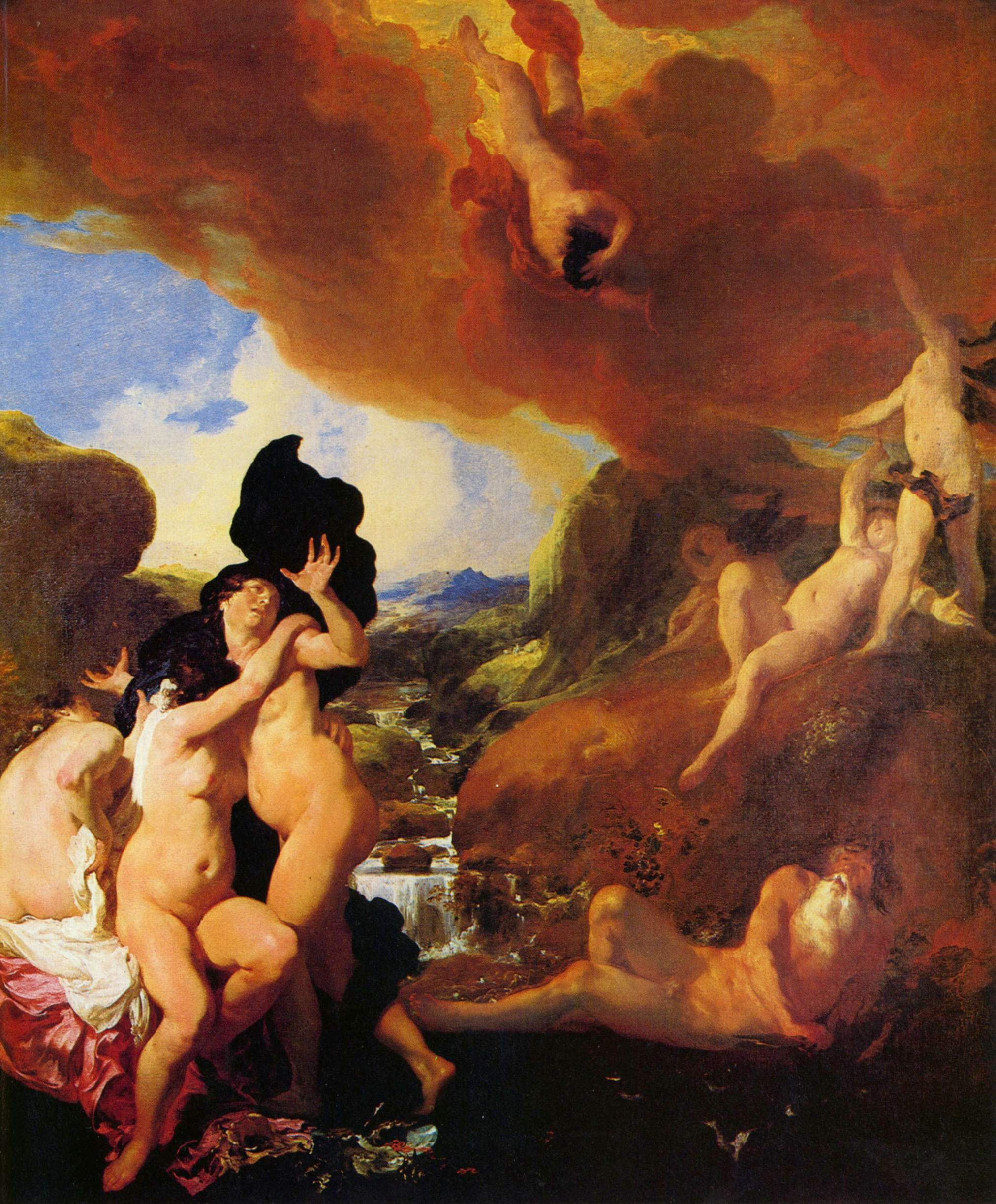
Căderea lui Faeton
(tablou de Johann Liss)

În mitologia greacă, Faeton sau Phaethon (din limba greacă, Φαέθων "strălucitorul") era fiul Oceanidei Climene și a lui Helios, zeul soarelui. Conform unei alte genealogii, Faeton era fiul zeiței Eos și al lui Cefal și, copil fiind, a fost răpit de Afrodita și pus paznic de noapte la cele mai sacre sanctuare ale ei. Cretanii l-au numit Adymus, nume ce însemna steaua dimineții și a serii (Hesiod, Teogonia, 986; Solinus, xi:9; Nonnus, Dionysiaca, xi:131 și xii:217).

## Mitul
Mitul lui Faeton spune că acesta s-a lăudat prietenilor că tatăl lui este chiar zeul soarelui. Aceștia nu l-au crezut, iar Faeton a mers la Helios, care îi jurase pe râul Styx să îi îndeplinească orice dorință. Faeton a cerut tatălui său să îi împrumute pentru o zi caleașca (Soarele). Chiar dacă Helios a încercat să îl facă să renunțe la această idee, Faeton era de neînduplecat. După o altă variantă (prezentă în Metamorfozele lui Ovidiu), Faeton, fiind crescut numai de Climene, nici măcar nu știa cine îi este tată, iar când a aflat a cerut zeului soarelui permisiunea de a-i conduce carul ca un semn al originii sale divine. În cele din urmă, în ambele versiuni, Helios cedează și îi oferă fiului său carul, nu înainte de a-i fi dat o mulțime de recomandări și sfaturi. Faeton urcă în carul solar și se înalță pe cer, dar este înspăimântat de înălțime și pierde controlul asupra cailor albi ai lui Helios. La început se ridică prea sus răcind peste măsură pământul, apoi se coboară prea jos, arzând vegetația și aducând secetă. Din greșeală el transformă o mare parte din Africa în deșert. Zeus, văzând acestea și vrând să oprească și alte dezastre mai mari ce ar fi putut urma, l-a trăsnit, aruncându-l mort în apele râului Eridan.
Euripide a dedicat o tragedie mitului lui Faeton, tragedie care îi poartă numele eroului principal și care, din păcate, nu a supraviețuit în întregime până astăzi. Există totuși fragmente ale piesei de teatru și se încearcă chiar o reconstituire a acesteia. 
Faeton este menționat de Dante iar Camille Saint-Saëns a compus o simfonie pe această temă.

## Genealogie
|          |          |          |          |          |          |  |  |       |       |        |        |        |        | Gaia   |        |  |  |         |         |         |         |         |         |         |         |  |  |        |        |        |        |        |        |
|          |          |          |          |          |          |  |  |       |       |        |        |        |        |        |        |  |  |         |         |         |         |         |         |         |         |  |  |        |        |        |        |        |        |
|          |          |          |          |          |          |  |  |       |       |        |        |        |        |        |        |  |  |         |         |         |         |         |         |         |         |  |  |        |        |        |        |        |        |
|          |          |          |          |          |          |  |  |       |       | Uranus |        |        |        |        |        |  |  |         |         |         |         |         |         |         |         |  |  |        |        |        |        |        |        |
|          |          |          |          |          |          |  |  |       |       |        |        |        |        |        |        |  |  |         |         |         |         |         |         |         |         |  |  |        |        |        |        |        |        |
|          |          |          |          |          |          |  |  |       |       |        |        |        |        |        |        |  |  |         |         |         |         |         |         |         |         |  |  |        |        |        |        |        |        |
|          |          |          |          |          |          |  |  |       |       |        |        |        |        |        |        |  |  |         |         |         |         |         |         |         |         |  |  |        |        |        |        |        |        |
| Hyperion | Hyperion | Hyperion | Hyperion | Hyperion | Hyperion |  |  | Theia | Theia | Theia  | Theia  | Theia  | Theia  |        |        |  |  |         |         | Oceanus | Oceanus | Oceanus | Oceanus | Oceanus | Oceanus |  |  | Tethys | Tethys | Tethys | Tethys | Tethys | Tethys |
| Hyperion | Hyperion | Hyperion | Hyperion | Hyperion | Hyperion |  |  | Theia | Theia | Theia  | Theia  | Theia  | Theia  |        |        |  |  |         |         | Oceanus | Oceanus | Oceanus | Oceanus | Oceanus | Oceanus |  |  | Tethys | Tethys | Tethys | Tethys | Tethys | Tethys |
|          |          |          |          |          |          |  |  |       |       |        |        |        |        |        |        |  |  |         |         |         |         |         |         |         |         |  |  |        |        |        |        |        |        |
|          |          |          |          |          |          |  |  |       |       |        |        |        |        |        |        |  |  |         |         |         |         |         |         |         |         |  |  |        |        |        |        |        |        |
|          |          |          |          |          |          |  |  |       |       | Helios | Helios | Helios | Helios | Helios | Helios |  |  | Clymene | Clymene | Clymene | Clymene | Clymene | Clymene |         |         |  |  |        |        |        |        |        |        |
|          |          |          |          |          |          |  |  |       |       | Helios | Helios | Helios | Helios | Helios | Helios |  |  | Clymene | Clymene | Clymene | Clymene | Clymene | Clymene |         |         |  |  |        |        |        |        |        |        |
|          |          |          |          |          |          |  |  |       |       |        |        |        |        |        |        |  |  |         |         |         |         |         |         |         |         |  |  |        |        |        |        |        |        |
|          |          |          |          |          |          |  |  |       |       |        |        |        |        | Faeton |        |  |  |         |         |         |         |         |         |         |         |  |  |        |        |        |        |        |        |